# Ramburiella hispanica
Ramburiella hispanica är en insektsart som först beskrevs av Jules Pièrre Rambur 1838.  Ramburiella hispanica ingår i släktet Ramburiella och familjen gräshoppor. Inga underarter finns listade i Catalogue of Life.
Arten förekommer i Europa på Iberiska halvön och fram till Provence i södra Frankrike. Habitatet utgörs av varma torra gräsmarker, områden med klippor, buskskogar och torra flodbädd.